# سمار جبيل
سمار جبيل هي إحدى القرى اللبنانية من قرى قضاء البترون في محافظة الشمال.

## معنى الاسم
معنى الاسم بالفينيقية هو (المراقب) أو الحارس، كما أن هناك احتمال آخر للكلمة بمعنى (مقبرة ملوك جبيل)

## موقعها الجغرافي
- تحيط بها بلدات : مراح شديد، كفر عبيدا، تحوم وراشانا.
- ترتفع عن البحر 450 مترا.

## آثارها
فيها قلعة عسكرية كانت مزودة بدفاعات وتحصينات.

## السكان
بلغ عدد سكانها 5750 نسمة وذلك في العام 2004.